# يوما (كولورادو)
يوما (بالإنجليزية: Yuma, Colorado)‏ هي مدينة تقع في مقاطعة يوما بولاية كولورادو في الولايات المتحدة. تبلغ مساحتها 6.3 (كم²)، وترتفع عن سطح البحر 1263 م، بلغ عدد سكانها 3524 نسمة في عام 2010 حسب إحصاء مكتب تعداد الولايات المتحدة .

## أعلام
- كوري غاردنر